# Blåljus (TV-program)
Blåljus var en svenskproducerad dokumentär TV-serie inspelad 1999, som i 12 avsnitt på TV3 skildrade yrkeslivet för brandmän, poliser och ambulanssjukvårdare i tre orter i Sverige. Serien hade premiär den 21 september 1999.
Serien följde närpolisen i Västra Frölunda, det prehospitala akutteamet i Lund samt personalen vid brandstationen i Tumba.